# Classe Ulsan
La classe Ulsan (Hangeul : 울산급 호위함 ; Hanja : 蔚山級護衛艦) est une série de frégates conçue par la Corée du Sud pour équiper sa marine. Construite durant les années 1980 et 1990 par quatre chantiers navals, principalement par Hyundai Heavy Industries et Daewoo Shipbuilding & Marine Engineering, la classe Ulsan est en train d'être remplacée par une nouvelle série de frégates : la classe Incheon et ses navires désarmés à partir de 2014, 2 restant en service fin 2022 en Corée du Sud.
En 2001, la Marine bangladaise a acheté et mis en service une frégate de classe Ulsan, le BNS Bangabandhu. Cette dernière avait été fortement modifiée afin de pouvoir devenir le navire le plus moderne de la marine du pays.

## Navires

### Frégates de la Marine de la République de Corée
- ROKS Ulsan (FF-951), mis en service le 1er janvier 1981
- ROKS Seoul (FF-952) , mis en service le 14 décembre 1985
- ROKS Chungnam (FF-953), mis en service le 1er juin 1986
- ROKS Masan (FF-955), mis en service le 20 juillet 1985
- ROKS Gyeongbuk (FF-956), mis en service le 30 mai 1986
- ROKS Jeonnam (FF-957), mis en service le 17 juin 1988
- ROKS Jeju (FF-958), mis en service le 1er janvier 1990
- ROKS Busan (FF-959), mis en service le 1er janvier 1993
- ROKS Cheongju (FF-961), mis en service le 1er juin 1993

### Frégate de la Marine bangladaise
- BNS Bangabandhu (F-25), mis en service le 20 juin 2001